# Гута-Яблонова
Гута-Яблонова (пол. Huta Jabłonowa) — село в Польщі, у гміні Лопушно Келецького повіту Свентокшиського воєводства.
Населення — 55 осіб (2011).
У 1975-1998 роках село належало до Келецького воєводства.

## Демографія
Демографічна структура на день 31 березня 2011 року:
|          | Загалом | Допрацездатний вік | Працездатний вік | Постпрацездатний вік |
| -------- | ------- | ------------------ | ---------------- | -------------------- |
| Чоловіки | 29      | 1                  | 24               | 4                    |
| Жінки    | 26      | 5                  | 13               | 8                    |
| Разом    | 55      | 6                  | 37               | 12                   |